# ハングル学会

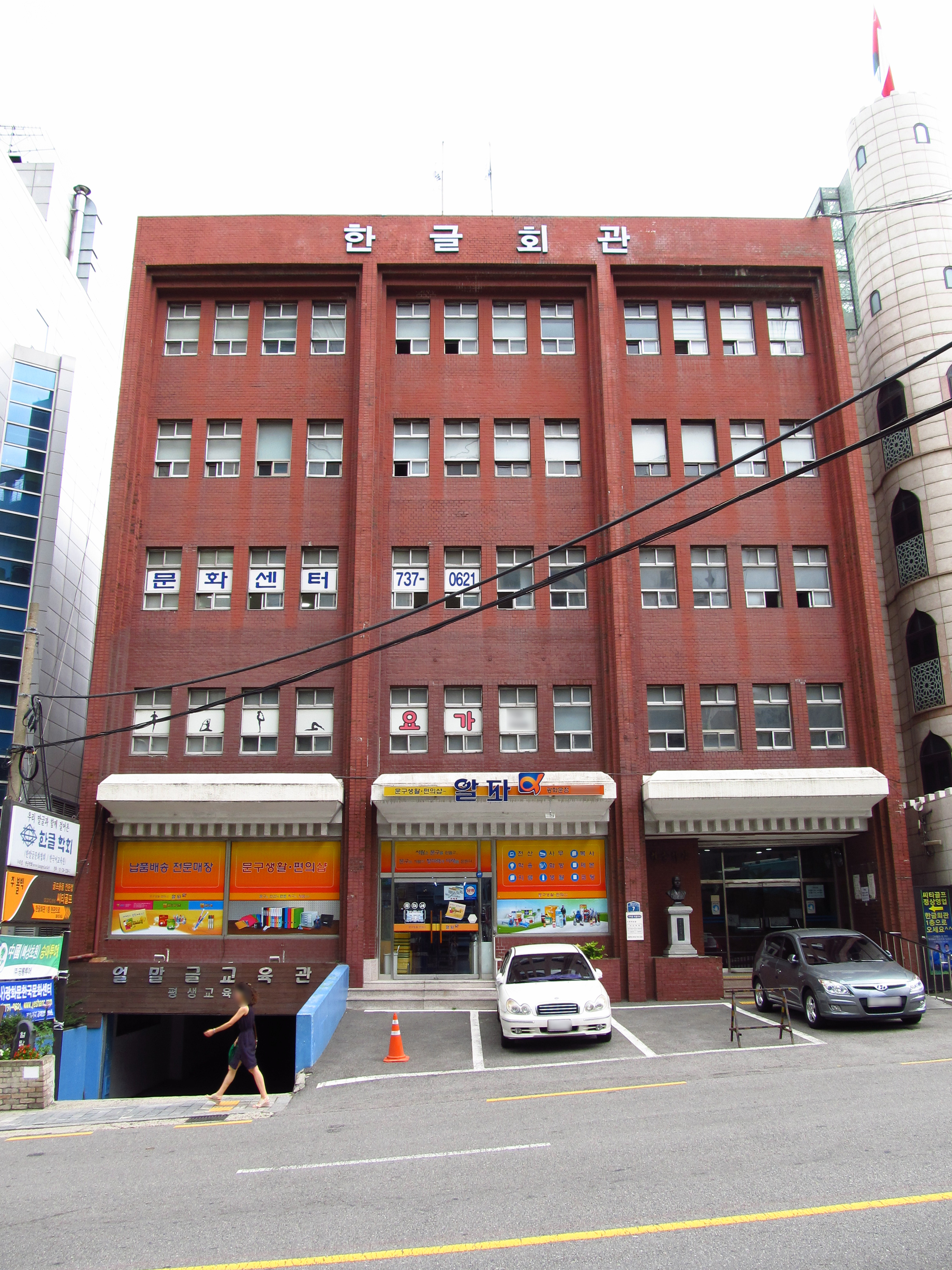
ハングル学会本部

ハングル学会（ハングルがっかい）は、韓国の朝鮮語研究・ハングル専用運動団体である。

## 歴史
ハングル学会は1921年12月3日に朝鮮語研究会として任璟宰・張志暎・崔斗善らによって結成された。その後、朝鮮語研究会は1931年1月10日に朝鮮語学会と改称し、さらに朝鮮解放後の1949年9月5日にハングル学会と改称して現在に至る。

## 活動
1921年に結成された朝鮮語研究会は周時経の弟子たちが中心となって結成した団体である。この団体の活動精神は朝鮮語の学術的研究と朝鮮語を通した民族運動が2つの大きな柱となっており、その精神は基本的に現在に至るまで変わっていない。1930年には、この研究会（学会）の主要メンバーは朝鮮総督府とともに諺文綴字法を作成した。一方で民族主義的な活動がしばしば日本官憲の取り締まりの対象とされ、1942年には朝鮮語学会事件と呼ばれる大規模な弾圧にまで発展した事例もある。

### 植民地時代の活動
植民地時代の主な活動としては、以下のようなものが挙げられる。
1. ハングルの日の制定：訓民正音創製480年に当たる1926年陰暦9月29日を「カギャの日（가갸날）」とし、1928年に「ハングルの日」と改称した。なお、現在のハングルの日は陽暦10月9日である。
2. 雑誌「ハングル」の刊行：朝鮮語の学術研究と朝鮮語を通した民族意識の涵養のために、1927年に創刊した。民族主義的な内容により、発行停止などの処分を受けることもあった。
3. 言語規範の制定：1933年に「朝鮮語綴字法統一案（한글 맞춤법 통일안）」、1936年に「査定した朝鮮語標準語集（사정한 조선어 표준말 모음）」、1941年に「外来語表記法統一案（외래어 표기법 통일안）」など、朝鮮語に関する各種の規範を定めた。これら規範はその後の南北の規範の基礎になっている。
4. 辞典編纂：1929年に朝鮮語辞典編纂委員会を設置して辞典編纂事業を進めたが、初版の校正刷りが出る1942年に朝鮮語学会事件が起こり作業は中断された。解放後に1947年に「大辞典（큰사전）」として第1巻が刊行され、1957年に最後の第6巻が刊行された。
5. 啓蒙活動：識字率が低かった植民地時代において、識字率を高める活動の一環として朝鮮語教材の編纂などを行った。このような活動は朝鮮解放直後には、学校教育において「国語」として復権した朝鮮語の教員養成などの活動へと続いた。

### 朝鮮解放後の活動
1945年以降の活動、とりわけ朝鮮語を通した民族運動の側面では「ハングル専用運動」と「国語醇化運動」が主要な活動となる。ハングル専用運動では、1948年にハングル専用法を国会に建議するなど積極的に活動を展開し、1949年には「ハングル専用促進会」を立ち上げている（1968年に「ハングル専用国民実践会」に改組）。朝鮮語の醇化運動の面では、1962年に文教部で「ハングル専用特別審議会」が設置されるとこれに深く関与するようになり、当時朝鮮語の語彙に入り込んでいた日本語外来語や西洋外来語、難読漢字語などを容易な朝鮮固有語に置き換える作業を進め、その結実を1967年に「やさしいことばの辞典（쉬운말 사전）」として世に出した。
ハングル専用、朝鮮語醇化は韓国国内でしばしば論争の対象となり、反対勢力と激しい応酬が交わされることもある。言語政策の観点から見ても、時期により政策が大きくぶれる。この問題について、詳細は「ハングル専用文と漢字ハングル混じり文」を参照。
学術的研究団体としてのハングル学会は、解放後一貫して韓国における朝鮮語研究の第一線の一翼を担ってきている。植民地時代に発刊された雑誌「ハングル」は解放後、純粋な学術論文誌として現在に至るまで刊行が続いている。朝鮮語に関する啓蒙的なことは「ハングルニュース（한글 새소식）」という小冊子が担っている。